# BAC Jet Provost

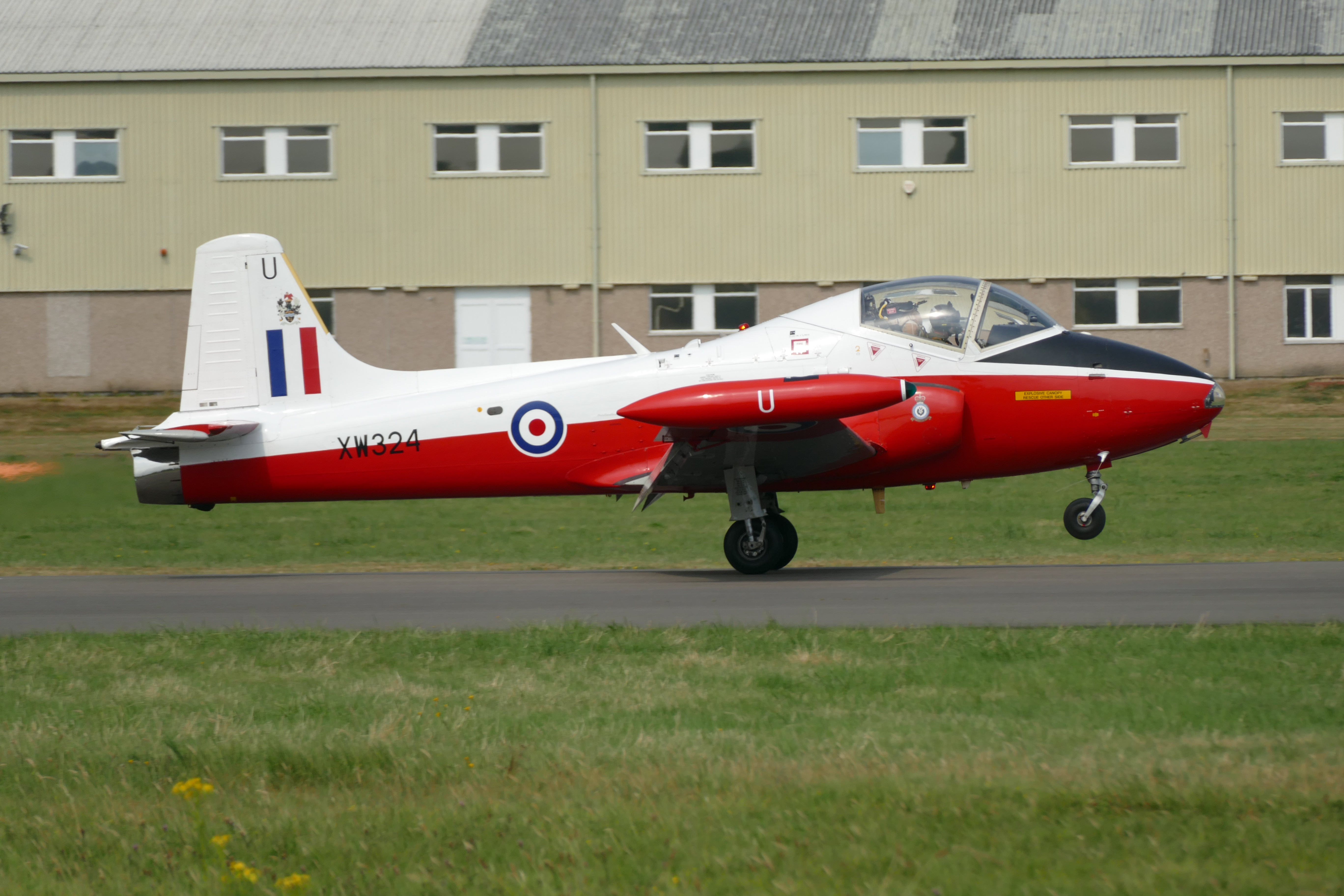
Jet Provost

Die BAC Jet Provost war ein Jettrainer der britischen Royal Air Force im Kalten Krieg. Das Flugzeug wurde vom Hersteller Hunting Aircraft aus der Percival Provost entwickelt. Nachfolgemodell wurde die BAC Strikemaster.
Die Jet Provost wurde auch vom Kunstflugteam Red Pelicans geflogen.

## Entwicklungsgeschichte
Anfang 1951 begann Hunting Percival Aircraft mit der Arbeit an den Konstruktionsstudien, die schließlich zum Jet Provost führen sollten. Zu dieser Zeit war das Unternehmen gerade dabei, die Massenproduktion für das frühere Percival Provost-Trainingsflugzeug mit Kolbentriebwerk aufzubauen, ahnte aber, dass sich die Nachfrage nach einem strahlgetriebenen Trainingsflugzeug abzeichnen würde. Das Ziel des Konstruktionsteams war es, ein Flugzeug zu konstruieren, das den Flugeigenschaften der damaligen Düsenjäger entsprach, gleichzeitig aber auch gutmütigere Anflug- und Überziehgeschwindigkeiten aufwies und einfach zu handhaben war, anstatt eine maximale Leistung anzustreben.
Während des frühen Entwurfsprozesses gab es eine Reihe von Kontakten mit dem RAF Flying Training Command, die dazu beitrugen, die für den Erfolg des vorgeschlagenen Flugzeugs erforderlichen Überlegungen zu Aspekten wie Ausbildungsprozessen und Wartungsanforderungen abzuschätzen. Während der Entwicklung hatte Hunting Percival absichtlich so viele bestehende Komponenten und Untersysteme der Percival Provost wie möglich wiederverwendet, einschließlich der Leitwerke, Hauptflächen und Fahrwerksbeine, um die Entwicklung bis zum Prototyp zu beschleunigen. Die anfänglichen Konstruktionsarbeiten wurden als privates Unternehmen durchgeführt, unabhängig von jeglichem Bedarf. Im März 1953 wurden aufgrund des Interesses des Versorgungsministeriums Fördermittel der britischen Regierung zur Unterstützung der Entwicklung zur Verfügung gestellt. Im selben Monat wurde ein Auftrag für eine Pilotserie von Jet Provosts erteilt.

## Versionen
- Jet Provost T1: 12 Exemplare

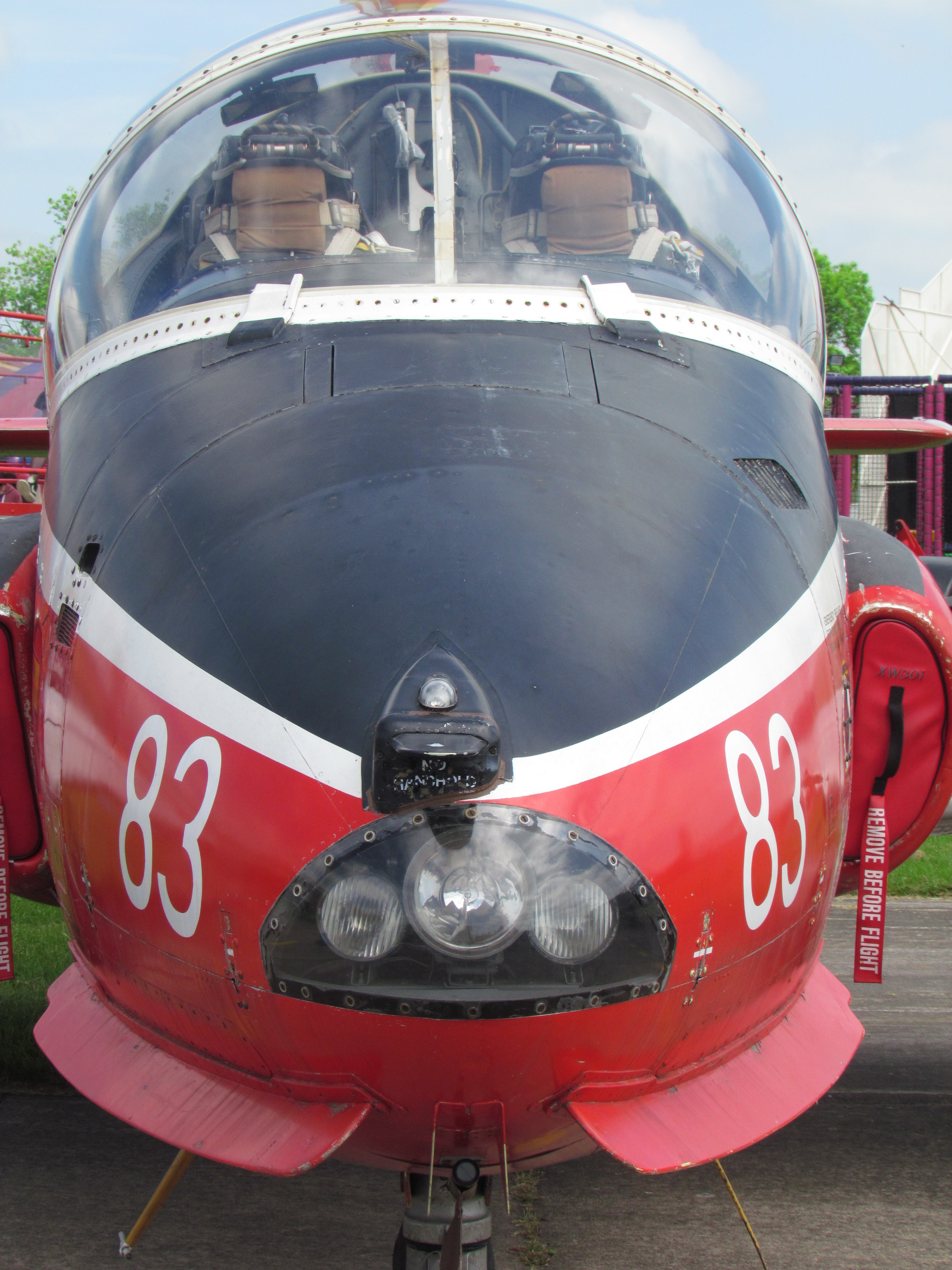
Vorderansicht einer BAC Jet Provost T5

- Jet Provost T2 & T2B: 4 Entwicklungsprototypen bzw. Demonstrationsflugzeuge[2]
- Jet Provost T3: 201 Exemplare die zwischen 1958 und 1962 bei Hunting Percival Aircraft Limited am Luton Airport gebaut wurden
- Jet Provost T4: 198 Exemplare
- Jet Provost T5: 189 Exemplare
- Jet Provost T51/52: Aufgerüstete Varianten der T3/T4-Flugzeuge